# Evangeličanski kalendari
Evangeličanski kalendari (Evangeličanski koledar) je prekmurski koledar prekmurskih evangeličanov, ki je prihaja od leta 1923, do leta 1941. Prva števila so bila pisana po madžarski abecedi, od leta 1934 pa po gajici. Evangeličanski kalendari je bil priloga evangeličanskega mesečnika Düševnega lista.

## Zgodovina Evangeličanskega kalendarija
19. oktobra, leta 1915 že so predglagali na sestanku prekmurskih evangeličanskih duhovnikov, da bi slovenski evangeličani na Ogrskem objavili koledar, kakor katoliki (glej Kalendar Srca Jezušovoga), vendar je do prve uresničitve te zamisli prišlo šele leta 1920, ko je izdal Števan Kovatš za „slovenski evangeličanski narod” Luther Kalendari. Nato do Leta 1923 je bilo potrebno še čakati, da bi se objavil Evangeličanski kalendari (vödani po Prekmurskoj evangeličanskoj šinjoriji).
Koledar (prekmursko kalendar) je hotel ohraniti prekmurski jezik, kakor tudi Düševni list, torej je imel versko-vzgojno in versko-kulturno vlogo v Prekmurju.
Objavili so v koledarju zlasti nabožno slovstvo in še leposlovna dela, ki so bila prevodi iz madžarščine. Med pogosteje prevajanimi pesniki so bili Andor Kozma, ali Károly Sántha, ali klasični avtorji madžarske literature, npr. Sándor Petőfi, János Arany, Mihály Tompa, itd. Zlasti je Janoš Flisar prevedel ta dela, ki je bil urednik Düševnega lista. Tudi Pavel Lutar in Šandor (Aleksander) Polgar sta bila važna urednika Evangeličanskega koledarja.
Med izvirno poezijo so prevladovale verske pesmi, od posvetnih in pesniških zvrsti pa so objavljali zlasti priložnostno, moralistično-didaktično in refleksivno-didaktično poezijo. Ob tej pa tudi nekaj socialnih in stanovskih pesmi. Flisar je bil osrednji pesnikovalec, ki je bil najvažnejši avtor prekmurskih evangeličanov ter prekmurske regionalne literature med dvema vojnama. Objavile so še nekaj pesmi binkoštnega Jožefa Novaka, ki je večkrat pisal v časopis Amerikanszki Szlovencov Glász, ki je bila revija prekmurskih in porabskih emigrantov v ZDA.
Do leta 1934 je bil glavni urednik Adam Lutar. Janoš Flisar je bil pomožni urednik. Zadnje tri letnike so uredili Flisar, Lipot (Leopold) Hari in Aladar (Vlado) Darvaš.
Leta 1941 madžarska vojska in Wehrmacht sta zavzela Prekmurje. V novi madžarizaciji so odpravili veliko prekmurskih tiskov, kot tudi Evangeličanski kalendari.